# Воля-Венцлавска
Во́ля-Венцла́вска (пол. Wola Więcławska) — село в Польше в сельской гмине Михаловице Краковского повета Малопольского воеводства.

## География
Село располагается в 15 км от административного центра воеводства города Краков. Село находится на Малопольском пути святого Иакова.
В 1975—1998 годах деревня входила в состав Краковского воеводства.

## Население
По состоянию на 2010 год в селе проживало 379 человек.
| 2010 | 2013 |
| ---- | ---- |
| 379  | 377  |

| Перепись  | Всего   | Всего | Женщины | Женщины | Мужчины | Мужчины |
| --------- | ------- | ----- | ------- | ------- | ------- | ------- |
| Единицы   | человек | %     | человек | %       | человек | %       |
| Население | 377     | 100   | 187     |         | 190     |         |